# Tsanteleina
La Tsanteleina és una muntanya de 3.601 metres dels Alps de Graies, que es troba entre les regions de la Vall d'Aosta (Itàlia) i de l'Alta Savoia (França).

## SOUISA
Segons la definició de la SOIUSA, el cim té la següent classificació:
- Gran part: Alps occidentals
- Gran sector: Alps del nord-oest
- Secció: Alps de Graies
- Subsecció: Alps de la Grande Sassière i del Rutor
- Supergrup: Cadena de la Grande Sassière-Tsanteleina
- Grup: Grup de la Sassière-Tsanteleina
- Subgrup: Node de la Tsanteleina
- Codi: I/A-7.III-A.2.a